# Kungseken, Djurgården

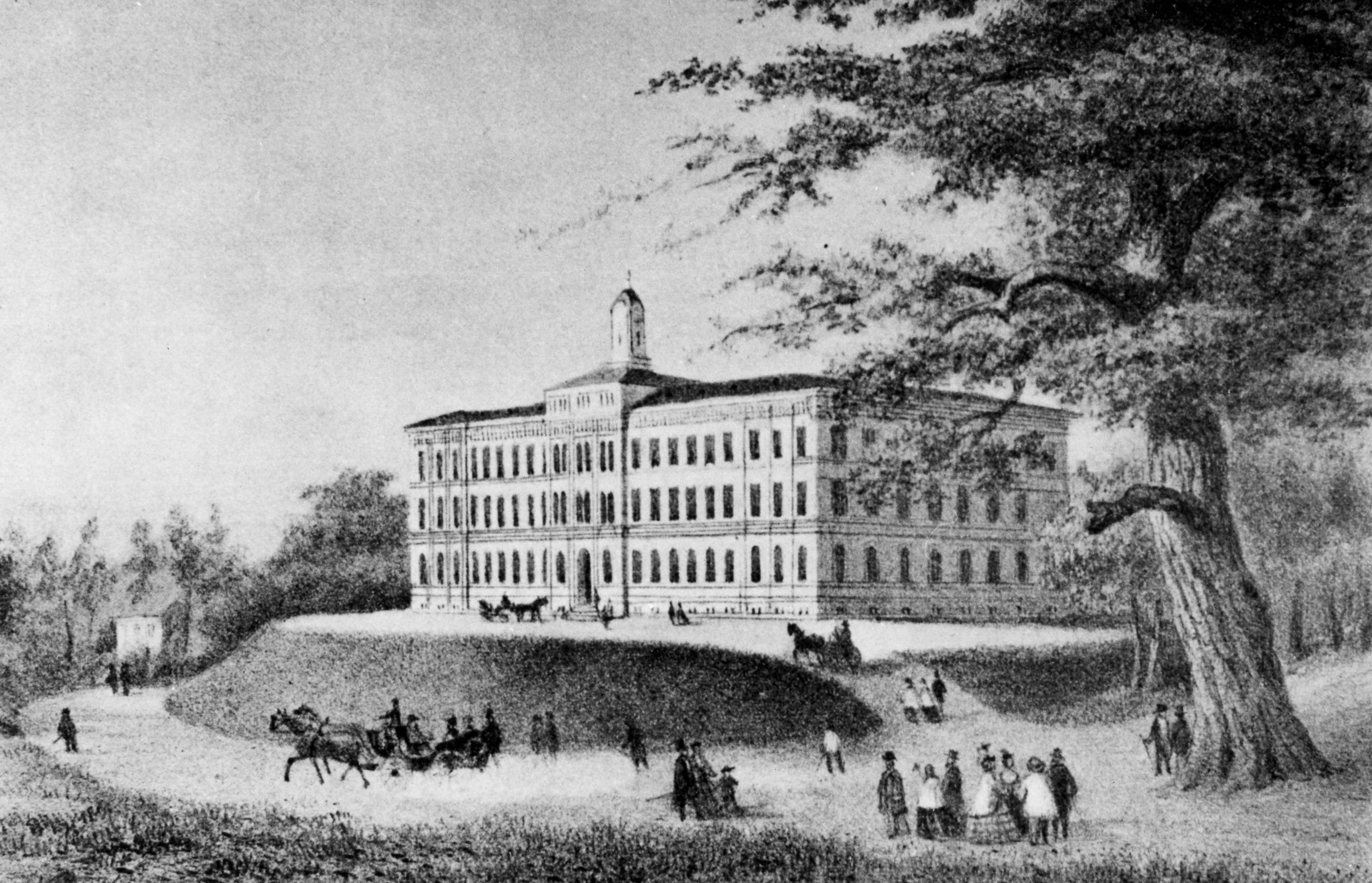
Kungseken på en illustration från 1864

Kungseken är en ek på Södra Djurgården i Stockholm. Den står strax öster om Manillaskolan i hörnet Manillavägen/Djurgårdsvägen.  

## Historik
Ekens smeknamn härrör från den tiden då kungliga ekipage på sin utflykt på Djurgården här hade sin vändpunkt och borgerskapet följde detta exempel. 
Första maj var den stora promenaddagen då stockholmarna med kungahuset i spetsen hälsade våren välkommen. Eken var även vändpunkt för den allra första första-majkortegen i slutet av 1800-talet. På en illustration från 1864 syns Kungseken vid sidan om den nyuppförda Manillaskolan. 
Trädet brann den 10 oktober 2016 men brandkåren var snabbt på plats och trädet klarade sig utan större skador.

## Mått och ålder
Ekens omkrets är 7,0 meter, mätt en meter över marken och trädet hör därmed till Stockholms 100 grövsta ekar. Dess ålder uppskattas till omkring 400 år.

## Bilder

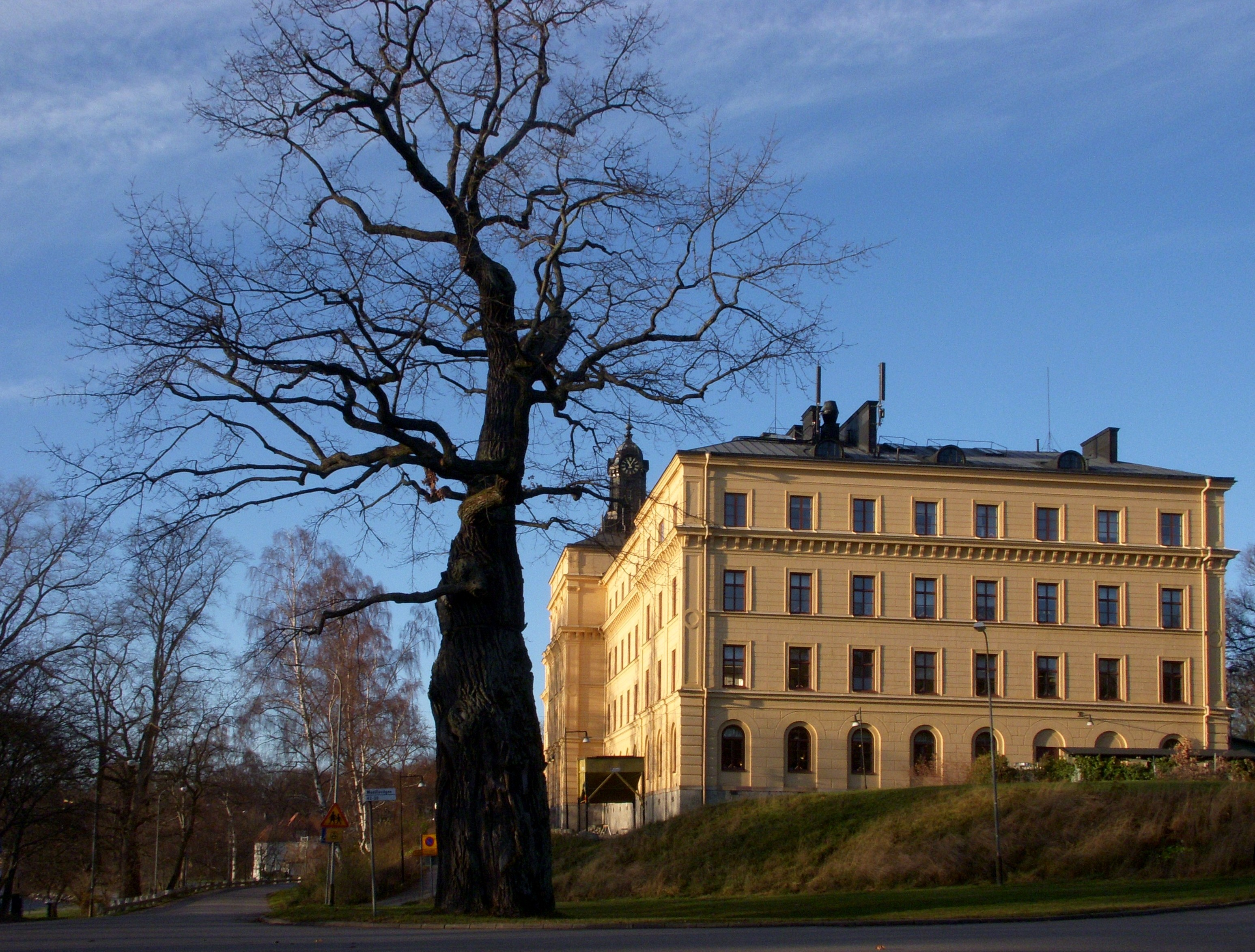
Kungseken och Manillaskolan, hösten 2011.
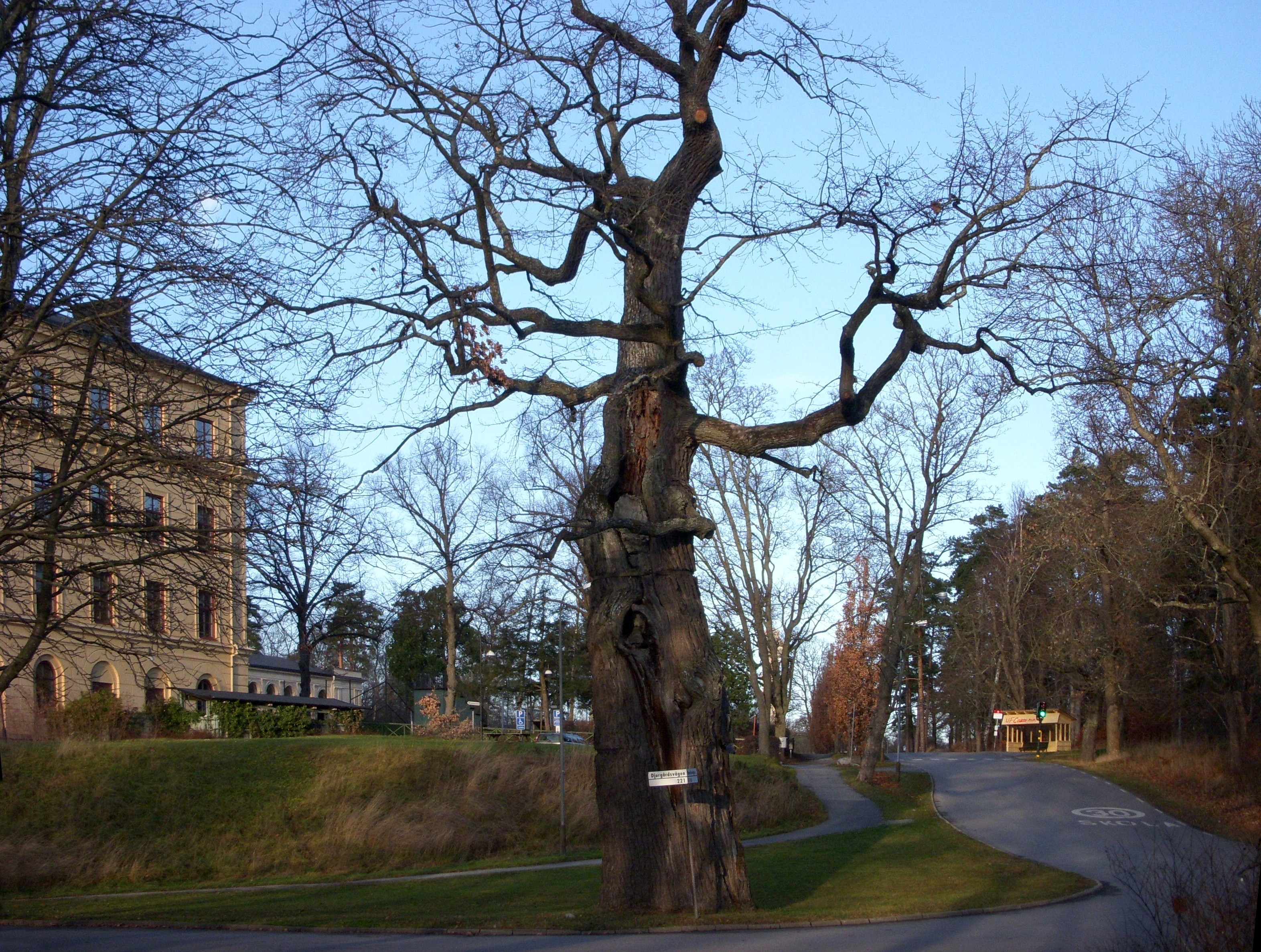
Kungseken och Manillavägen, hösten 2011.
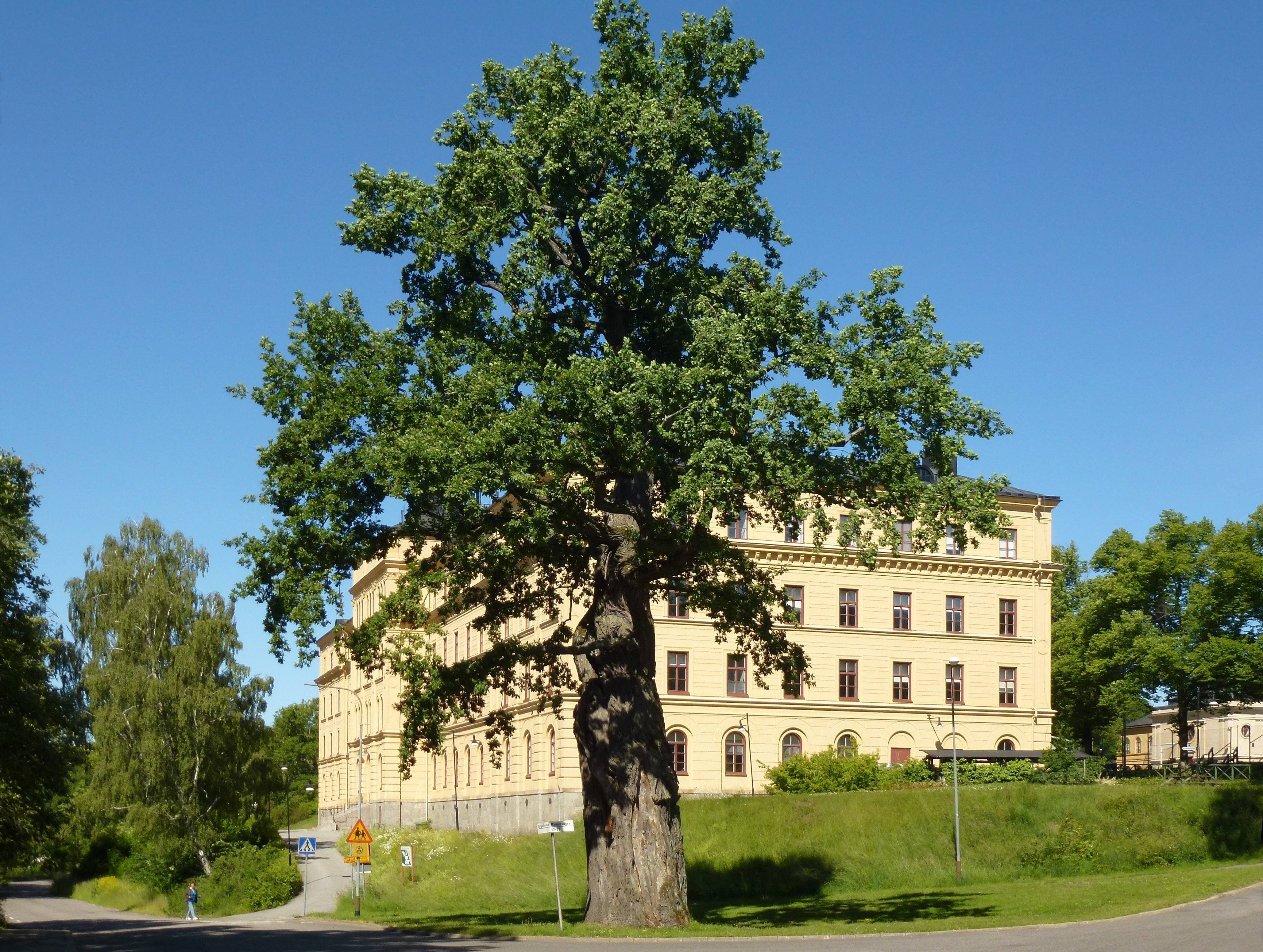
Kungseken och Manillaskolan, sommaren 2012.
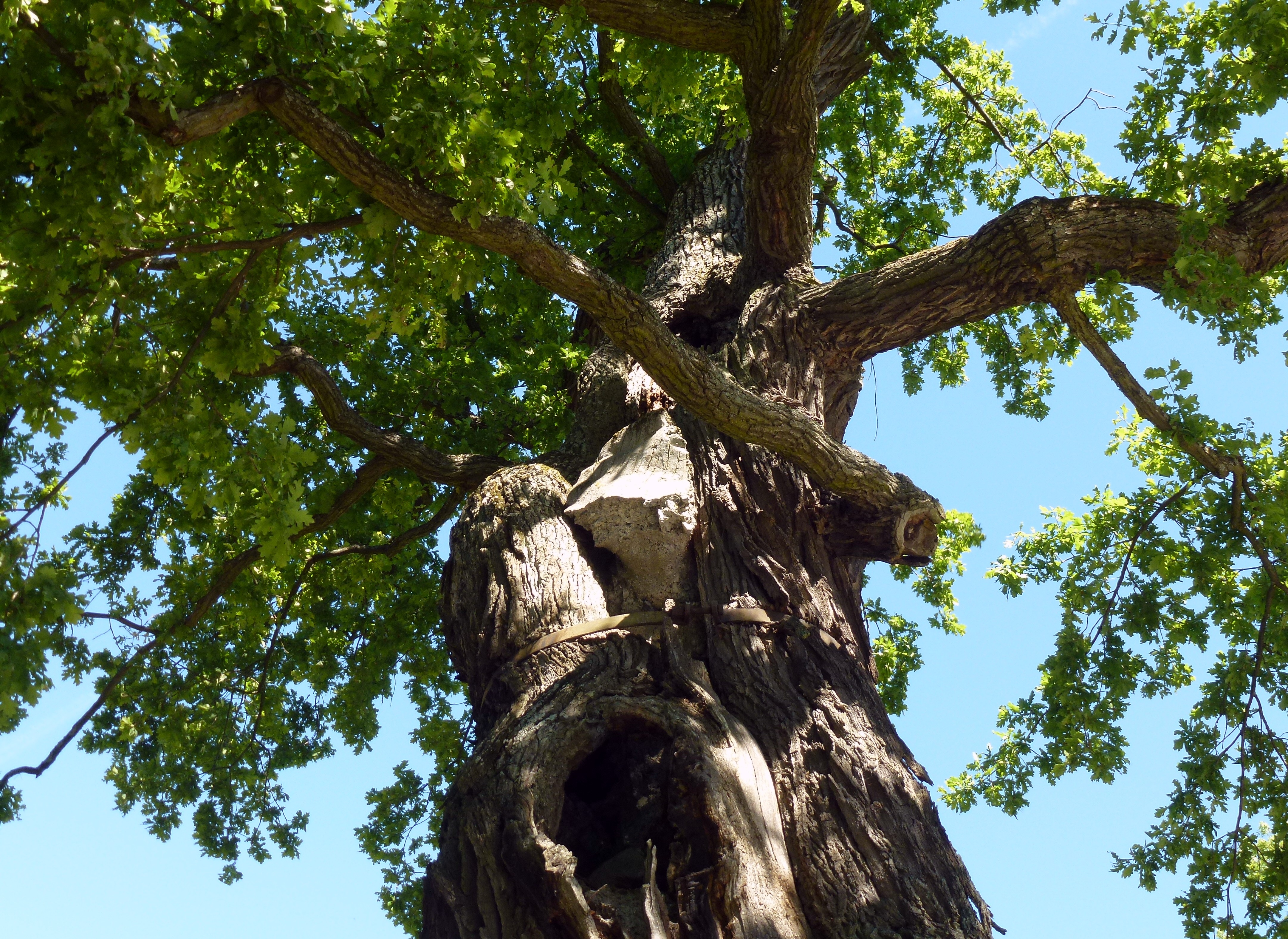
Kungseken, sommaren 2012.